# Benito Mussolini
Benito Amilcare Andrea Mussolini ( hallgat) (Predappio, 1883. július 29. – Mezzegra, 1945. április 28.) olasz szocialistából fasisztává vált politikus, Olaszország diktátori hajlamú miniszterelnöke 1922 és 1943 között, 1943 és 1945 között a nemzetiszocialista Németország által fenntartott bábállam, az inkább Salói Köztársaság néven ismert Olasz Szociális Köztársaság miniszterelnöke. Szövetségese volt többek között Adolf Hitlernek és Gömbös Gyulának. Partizánok végezték ki szeretőjével együtt. Unokája, Alessandra Mussolini 2022-től az Európai Parlament képviselője az Európai Néppárt színeiben.

## Az ifjúság évei

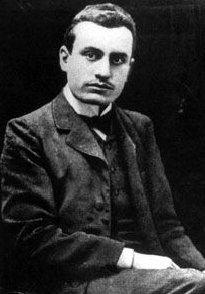
Az 1900-as években

Doviában, Észak-Olaszország Emilia-Romagna tartományában született, a Forlì melletti Predappio faluban. Nevét három eltökélt forradalmár után kapta. A Benito név Benito Juárez mexikói forradalmárra utal, aki kivégeztette Habsburg Miksa császárt. A másik két név mára elfelejtett anarchista-szocialistákra: Amilcare Ciprianira és Andrea Costára utalt. Apja, Alessandro Mussolini kovácsmester, anyja, Rosa Maltoni pedig tanítónő volt. Öccse, Arnaldo később a fasiszta kormányzat hivatalos lapja, az Il Popolo d'Italia (Olaszország népe) szerkesztője lett. A kis Benito gyermekkora szegénységben telt: Benito, Arnaldo és húguk, Edvige is a konyhában lakott. A legidősebb Mussolini sarj nehéz gyerek volt: eleinte nem beszélt, aztán sokat csavargott, randalírozott. Kisebb botrányok után végül 1901-ben tanítói diplomát kapott, nehezen szerzett állását azonban nőügyei miatt elvesztette Gualtieri városában, Emiliában.[forrás?]

## Mussolini, a szocialista
Mussolini apja elkötelezett és szűkebb környezetében elismert szocialista volt. Gyakran megfordultak nála olasz anarchista marxisták, otthonában pedig több ilyen szellemiségű művet tartott – nem csoda, hogy Benito már 17 évesen anarchistának tartotta magát és részt vett a helyi munkások szervezkedésében. Az sem meglepő, hogy nehezen talált állást: első tanítóskodása után inkább Svájcba ment (1902), ahol a helyi olasz marxisták örömmel fogadták a tehetséges, fiatal újságírót. Itt találkozott Anzselika Balabanovával, a poliglott orosz emigránsnővel, aki segítette kiművelődni. Svájcban Mussolini megismerkedett a legfrissebb szocialista irányzatokkal, amelyek közül leginkább Pjotr Alekszejevics Kropotkin és Georges Sorel anarchista és szindikalista nézeteivel szimpatizált: már ekkor elhatárolódott a klasszikus forradalmi elképzelésektől, helyette a szakszervezetek (szindikátusok) által kinevelt munkásság általános sztrájkja mellett tett hitet.
Közben jól megtanult franciául és valamelyest németül is, több ideológiájába vágó művet olaszra fordított. 1904-re azonban be kellett látnia, hogy sem újságírásból, sem a politikából nem tud megélni, a hazatéréssel azonban mindaddig várnia kellett, amíg az év végén a trónörökös, Umbertó születése örömére általános amnesztiát nem hirdettek. Ekkor hazatért, és megkezdte az addig elmulasztott sorkatonai szolgálatát. 1905 és 1906 során a katonáskodó Mussolini nem politizált, ám levelezéséből kitűnik, hogy egyre inkább eltávolodott Karl Marx eredeti elképzeléseitől, főleg a nemzeti kérdés tekintetében: a belső megújulás támogatója lett, az internacionalizmusról pedig lemondott.

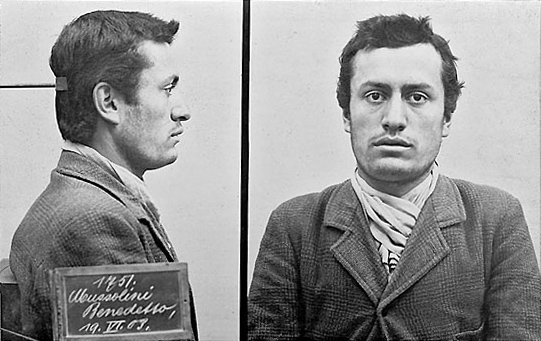
1903

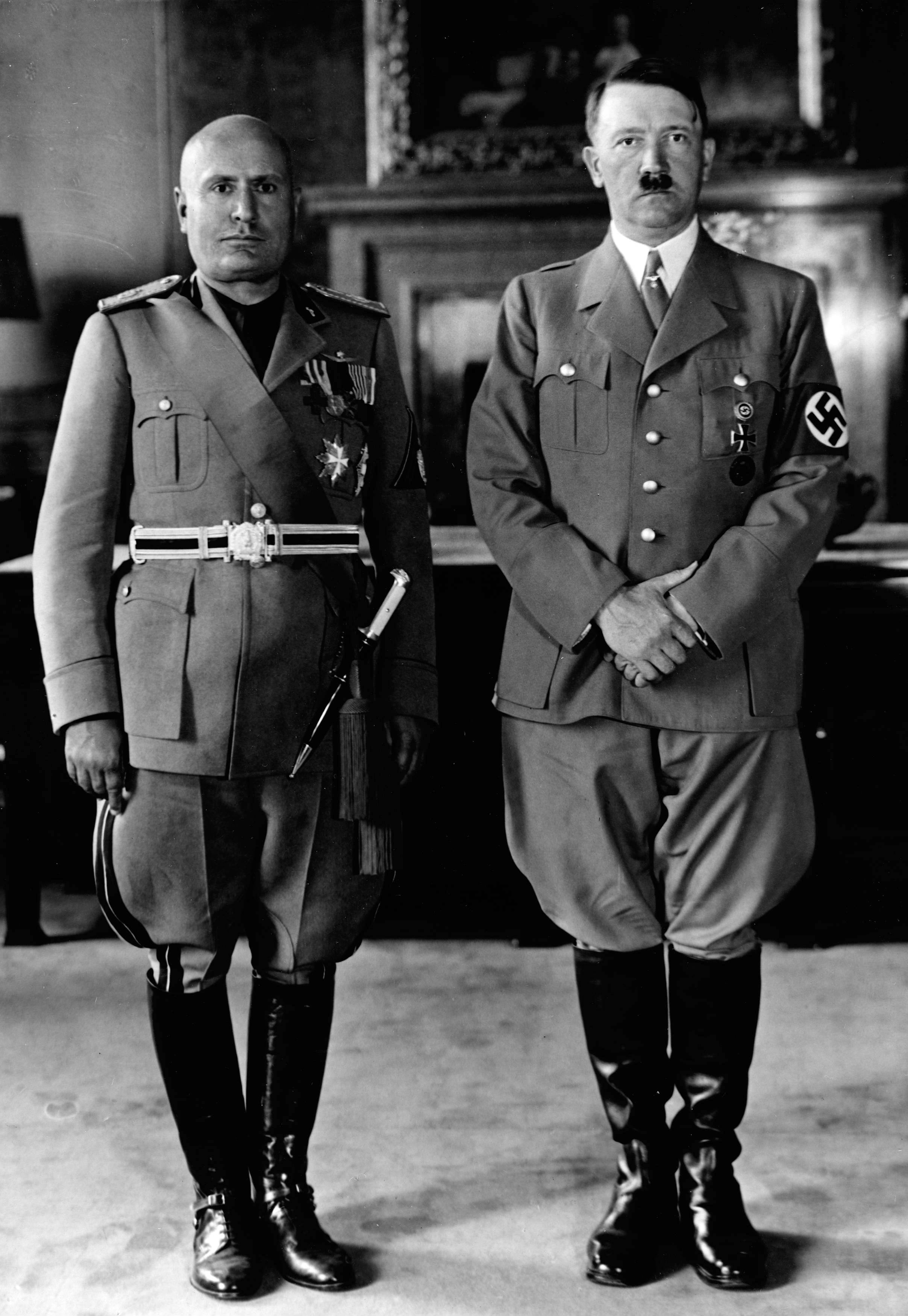
Benito Mussolini és Adolf Hitler

Miután letöltötte szolgálati évét, egy ideig ismét tanítóskodott Tolmezzóban, de innen is kénytelen volt távozni nőügyei és a hatósággal adódó összetűzései miatt. 1909-ben végül az Olasz Szocialista Párt (PSI) megbízta azzal, hogy az akkor még Osztrák–Magyar Monarchia részét képező Trento munkásmozgalmi lapját szerkessze. A lap hatalmasat fejlődött, miután átvette a vezetését, ám közben még jobban eltávolodott Marxtól, sőt immár a szindikalistákkal sem értett maradéktalanul egyet. Végül I. Ferenc József látogatása alkalmával még 1909 szeptemberében letartóztatták, és bár az ítélet felmentő volt, Mussolinit nem helyezték szabadlábra. Az újságíró éhségsztrájkba kezdett, erre áttették az olasz határon – Mussolini ügye pedig a parlament elé került. (Igaz, a kormány nem volt hajlandó beavatkozni.)
A szocialista mozgalom hősévé váló Mussolini megkapta Forlìban a helyi pártszervezet titkári pozícióját, és ő lett az újonnan induló helyi lap a (Lotta di classe (Osztályharc) szerkesztője is. Az elkövetkező években, 1910–1912 között megalapozta pártbéli karrierjét. A párt baloldalának képviselőjeként minden pártkongresszuson részt vett és már 1910 folyamán megindította a harcot a PSI szabadkőműves tagjai és a reformista szocialisták ellen, noha eredményt nem sikerült elérnie. Kudarcait a líbiai háború ellen tiltakozásul szervezett forlì általános sztrájkkal tette jóvá – igaz, öt hónapra bebörtönözték. Szabadulása idejére már végleg szakított a szindikalistákkal és a marxi alapokkal (elvetette a szakszervezetekre alapozott hatalomátvétel, a gazdasági determinizmus és az internacionalizmus eszméit).
1912-ben a radikális baloldali pártszekció elérte, hogy a reformistákat kizárják a pártból. Mussolini nagy sikert aratott: tagja lett az Igazgató Tanácsnak, illetve átvette a legfőbb országos pártlap, az Avanti! (Előre!) vezetését. Ekkor költözött Milánóba, ahol Rachele Guidivel és lányukkal, Eddával telepedett le. Az Avanti! is felvirágzott Mussolini szerkesztősége alatt, ám alig másfél év múlva elérkezett az az esemény, amely Mussolinit végleg letérítette a szocialista pályáról: 1914-ben kitört az első világháború.

## A fasizmus születése

### Szakítás a szocialistákkal
Már Ferenc Ferdinánd meggyilkolása után heves indulatok törtek felszínre az olasz politikában. Olaszország 1883 óta a Hármas szövetség tagja volt, ám az irredenta törekvések sokkal inkább az Osztrák–Magyar Monarchiával, mintsem az antanthatalmakkal állították szembe. A PSI-ben felmerült a háború támogatásának kérdése, amit elutasítottak, ám a forradalom kirobbantására nem vállalkoztak. Ezt és a nemzetközi helyzet alakulását látva Mussolini az intervenció pártjára állt, azonban emiatt hamarosan le kellett mondania tisztségeiről. (A háborúban részt vevő országok szocialista pártjai mind támogatták a háborút, ennek ellenére a PSI Mussolinit árulónak kiáltotta ki.)
1914 novemberében Mussolini a nemzetközi munkáspártok nagy többségének támogatásával új lapot alapított Popolo d'Italia (Olaszország népe) címmel, amelynek segítségével különösebb szervezkedés nélkül a baloldali intervenciós tábor vezéralakja lett. Ennek azonban megvolt az ára: november 24-én, tíz nappal a Popolo d'Italia első megjelenése után kizárták a PSI-ből. A beavatkozás híveinek mind népesebb, ideológiai szempontból erősen heterogén csoportja hamarosan felvette a kapcsolatot a jobboldallal is. Ezzel egy időben kezdett Mussolini életkörülményeit, öltözködését és családját tekintve polgárosodni (1915-ben pl. feleségül vette Rachelét, akinek tőle immár két gyermeke is volt, Edda és Vittorio).
1915. május 24-én Olaszország – korábbi szövetségeseit számításból elárulva – az antant oldalán lépett be a háborúba, Mussolini pedig, hogy el ne veszítse hitelét, katonai szolgálatra jelentkezett. 1915 és 1917 között szolgált, végül súlyos sebesüléssel szerelt le. Közben lapja a csőd szélére jutott: mivel az intervenció megvalósult, támogatói elvesztették az érdeklődésüket, ráadásul az újság Mussolinihez mérten tehetségtelen vezetősége nem birkózott meg a rá háruló feladattal. Közben Mussolini végleg szakított a szocialistákkal: felismerte, hogy új bázisát a katonaviselt, erős nemzeti öntudattal rendelkező kispolgári réteg (a „lövészárok arisztokráciája”, ahogy egy cikkében nevezte őket) képezheti. Elutasította az oroszországi forradalmat, mind erőteljesebb hadviselést követelt, végül lapjáról levette a „Szocialista napilap” alcímet.

### Az új irányvonal
1918 végére körvonalazódott Mussolini programja: nemzeti egység, igazságosabb elosztáson alapuló nemzeti „szocializmus”, produktivitás, dinamikus tőkés fejlődés. A tőkés csoportok felismerték mindennek jelentőségét, és azonnal a Popolo d'Italia mögé álltak. Pénzügyi háttere biztosított volt, azonban hiányzott a hatalomátvételt szolgáló „élcsapat”. Kialakításához azonban igen kedvező feltételek adódtak Mussolini számára, ugyanis Olaszország helyzete – hiába volt győztes hatalom – katasztrofálisra fordult a háborút követő években. A gyenge gazdaság megsínylette a hadakozást, a parasztok földosztást vártak, a munkásság javítani akart az életkörülményein, a frontról hazatérő katonák pedig munkát követeltek: megszaporodtak a sztrájkok és a földfoglalások. Az 1919-es választásokat megnyerő liberális illetve kereszténydemokrata és szocialista többség képtelen volt bármit is tenni, helyette a párizsi békekonferencián igyekezett minél nagyobb jutalmat kicsikarni – ez végül is „csak” Dél-Tirol bekebelezését jelentette. A széthúzó pártok nem tudtak konszenzusra jutni egy kérdésben sem. A PSI és a szakszervezetek is széttöredeztek (1921-ben jött létre az Olasz Kommunista Párt, 1922-ben pedig a reformisták váltak ki).
Mussolini eleinte a volt baloldali interventistákkal próbált együttműködni, amihez megszerezte a futuristák támogatását, valamint egy leszerelt elitkatonákat tömörítő szervezet is mellé állt. Ezt a bázist korántsem volt egyszerű feladat egyben tartani, ezért aztán Mussolini igen ellentmondásos politikát folytatott. Amikor az író-költő Gabriele D’Annunzio és önkéntesei 1919-ben megszállták Fiumét bármiféle nemzetközi felhatalmazás nélkül, a saját pozícióit féltő Mussolini – mivel nem kockáztathatta meg népszerűsége elvesztését – szóban kiállt mellettük. Akciójukat azonban alig segítette, sőt tudatosan ellenük is tett, amikor a választások kivárását tanácsolta D’Annunziónak, noha már tudta, hogy az olasz egységek úton vannak a légió leverésére. A „fiumei hősök” megsegítésére gyűjtött pénz nagy része is Mussolini kezébe került.
1919-ben megalakult az összefogást szimbolizáló fascest jelképül választó Fascio di Combattimento (Csatabárd), amely eleinte baloldali-nacionalista egyvelegprogrammal rendelkezett, de nem hívta fel magára a közvélemény figyelmét, és el is bukott a választásokon, ami ideológiai váltáshoz vezetett. A győztes szocialisták szervezkedését rossz szemmel néző milánói városvezetés vette először igénybe a bolsevikellenességüket hangoztató fasiszták segítségét, akik örömmel vettek részt fegyveres csapataikkal (squadrák) a választások óta rendszeressé vált csetepatékban. A baloldaliak és futuristák mindennek hatására kiléptek a Fascióból, 1920 májusában elfogadott új programjuk pedig leszámolt a korábbi baloldali törekvésekkel. Deklarálták, hogy a külpolitikában a világháború veszteseit fogják támogatni a hálátlan győztesek helyett. Még a Vatikánnal való viszonyuk is megváltozott: Mussolini ezután az egyházzal jó kapcsolatokat kívánt ápolni.
A rohamosan dagadó taglétszámú fasciók helyi vezetői (az ún. rassok), mint Emilio de Bono, Dino Grandi, Constanzo Ciano stb. kezében jelentős hatalom összpontosult – olyannyira, hogy sokan azt hitték, a helyi hatalmasságok szétbomlasztják és ellehetetlenítik a fasisztákat. Több intézkedésükhöz valóban nem volt köze Mussolininak, így az egyes vidéki „rendteremtő” akciókhoz sem, melyek keretében a squadristák megfélemlítették, és bántalmazták a földfoglaló parasztságot, ezzel pedig elnyerték a birtokosok támogatását. A pártvezér azonban nem elégedett meg az „agrárfasizmussal”, hanem a tőkések felé is nyitott.

### Hatalomátvétel – „római menetelés”
1921-ben Mussolini a fenyegető szocializmusra és a fasiszták fontos rendfenntartó szerepére hivatkozva belépett a többségében polgári pártokat tömörítő Nemzeti Blokkba. Ekkor már rengeteg híve volt: fascióiban vagy 200-250 ezer ember tömörült. A közelgő választások kampányidőszakában a squadrák rászabadultak a nagyobb városokra, ahol példátlan, 105 halálos áldozatot követelő erőszakhullámot indítottak a szocialisták ellen. A választásokat a Nemzeti Blokk nyerte, a parlamentbe pedig 35 fasiszta képviselő került – épp annyian, amennyivel sakkban lehetett tartani a kormányt (ha a fasiszták kivonultak volna a Blokkból, a kormányzat többsége megszűnt volna). Minden eshetőségre felkészülve Mussolini megbékélési paktumot kötött a PSI-vel, azonban ezt semmisnek tekintette, miután az végleg elhatárolódott a kormányban való részvételtől. Az eset zavart keltett a fasiszták soraiban, ám a helyzet rendeződött az 1921 novemberében tartott pártkongresszuson, ahol bejelentették, hogy a Fascio di Combattimento párttá (Nemzeti Fasiszta Párt, PNF) szerveződik Mussolini irányítása alatt. Ekkor deklarálták a jobboldali diktatúra kiépítésének célját.
1921 végén a PNF 320 000 taggal rendelkezett, ami azonban eltörpült a baloldal mintegy kétmilliós táborához képest. A parlamenti képviselet is csekély volt ahhoz, hogy arra alapozva át lehessen venni a hatalmat. Mussolini kettős játszmába kezdett: egyfelől továbbra is fenntartotta a PNF „vörösverő” imázsát, másfelől pedig igyekezett megszerezni a társadalom vezető rétegeinek (nagytőke, hadsereg, egyház) rokonszenvét is. Csak 1922 októberében került sor cselekvésre, amikor Luigi Facta miniszterelnök tervbe vette a szocialisták bevonását a kormányba. A fasiszta vezetők előzetes megbeszélések után – a kormány tudtával – október 27-én mozgósították fegyvereseiket, ám konkrétan kidolgozott tervük nem volt. Mindenesetre több nagyvárosban (Perugia, Milánó, Bologna) átvették a hatalmat anélkül, hogy számottevő ellenállásba ütköztek volna. A Róma felé induló fasiszta fegyveresek pánikot keltettek a fővárosban, ám a király megakadályozta az ostromállapot kihirdetését. Mussolini október 29-én Rómába sietett, és kiharcolta, hogy kormányt alakíthasson. Mindehhez nem volt szükség erőszakra – a „Marcia su Roma” („római menetelés”) mégis megvalósult október 31-én egy demonstratív fasiszta díszfelvonulás formájában. Mussolini így különösebb erőszak nélkül, törvényes úton lett Olaszország miniszterelnöke (hiszen pártja rendelkezett parlamenti képviselettel, és az uralkodó nevezte ki).

## A fasiszta diktatúra

### A totális diktatúra kiépítése

Mussolini beszéd közben

Mussolini már miniszterelnöksége első évében létrehozta a Fasiszta Nagytanácsot, amelynek tagjai a fasiszta miniszterek és pártvezetők lettek. Ezzel lerakta a pártállam alapjait. 1923-ban ügyes manőverezéssel új választójogi törvényt fogadtatott el, ami a legtöbb szavazatot elnyerő párt számára a parlamenti helyek abszolút többségét (2/3-át) biztosította. Az 1924-es választásokon rendkívül erőszakosan, példátlan csalásokkal kiharcolták a Fasiszta Párt győzelmét, noha a látszat kedvéért koalíciós kormányt alakítottak. A csalásokat szóvá tevő Giacomo Matteotti szocialista képviselőt meggyilkolták. Bár Mussolini személyes felelőssége vitatott az ügyben, a gyilkosság megingatta a pozícióját: a többi párt kivonult a kormányból és a parlamentből, a király katonai diktatúra felállítását fontolgatta, a fasiszták egy része pedig vezére ellen akart fordulni. Mivel a polgárháború kitöréséhez közeli helyzetben a hadsereg nem vállalkozott az erőszakos rendteremtésre, III. Viktor Emánuel Mussolini kezébe adta a helyzet kulcsát. A miniszterelnök 1925. január 3-án feloszlatta a parlamentet, megkezdve a fasiszta diktatúra kiépítését. (A szigorú rendelkezések bevezetéséhez kedvező légkört teremtett, hogy ebben az időszakban négy sikertelen merényletkísérletet követtek el a miniszterelnök ellen.)
Mussolini rendeleteivel megregulázta a fasisztákat (a milíciát például egységes irányítás alá vonta MVSN néven), betiltotta a „felforgató” ellenzéki szervezeteket és sajtót, bevezette a rendőri internálást (erre a célra szigeteket alkalmaztak), megtiltotta a disszidálást, 1926-ban pedig a meggyengített parlamenttel elfogadtatta, hogy rendeleti úton kormányozhasson, és csak a királynak legyen felelős. Ezzel az országgyűlés teljesen elvesztette a jelentőségét. A diktatúra kiépülésének végjátékaként, 1928-ban a testület feloszlatta magát. A parlamentáris rendszert felszámolták, új törvényeket hoztak.

### Egyszemélyi hatalom
Mussolini hosszú kormányfősége alatt több tárcát is vezetett személyesen: volt bel-, had-, gyarmatügyi- és külügyminiszter, felelt a korporációkért és a közmunkákért. Előfordult, hogy egyszerre hét minisztériumot vezetett. Ő volt a Nemzeti Fasiszta Párt feje, és ő irányította a regionális pártmilíciát, a hírhedt „feketeingeseket”, ami az ellenzékieket terrorizálta. Később megalakult egy államilag fenntartott, intézményesített alakulat is, az OVRA (titkosrendőrség). Ily módon Mussolini biztosította maga számára a teljes irányítást, és nem hagyott lehetőséget esetleges ellenfeleinek a kiemelkedésre. Mussolini volt az első, aki rendszerére a „totális” jelzőt alkalmazta, bár a Szovjetunióval és a később kialakuló náci Németországgal összehasonlítva ez a jelző kevéssé állta meg a helyét, Mussolinit ugyanis több erő korlátozta. A királynak hatalmában állt bármikor leváltani őt. A hadsereget sem sikerült fasiszta irányítás alá vonni, így az mindvégig a királyhoz maradt lojális, hiába vette át Mussolini a legfelsőbb hadparancsnoki rangot. A harmadik ilyen tényező az egyház volt, amellyel a miniszterelnök 1925-ben kezdett tárgyalni, és 1929. február 11-én megkötötte a lateráni egyezményt XI. Piusz pápával. Ebben a római katolikus vallást államvallásnak ismerte el, Róma területén belül létrehozta a független Vatikánt és kártérítést adott az olasz egység megteremtése közben az egyháznak okozott károkért. Ezzel együtt járt, hogy az egyházi szervezetek megőrizhették függetlenségüket – így például nem sikerülhetett az ifjúság totális fasizálása sem, amit egyébként az Opera Nazionale Balilla (gyermekmozgalom), az Avanguardia (ifjúsági mozgalom) és a Gruppi Universitari Fascisti (Egyetemi Fasiszta Csoportok) voltak hivatottak végrehajtani.

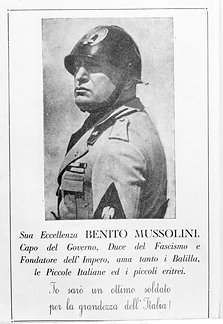
„Őexcellenciája Benito Mussolini, A kormány feje, a fasizmus vezére, és a Birodalom alapítója…” propagandaposzter

### Propaganda
Mussolini idejének nagy részét – külföldi útjait is beleértve – a propaganda töltötte ki. Szorgosan munkálkodva építette ki magáról a gondoskodó, tévedhetetlen, népe javán fáradhatatlanul munkálkodó Duce (Vezér) képét. Olyan kiterjedt és hatékony propagandát folytatott, hogy az egyszemélyi diktatúra kiépítésében nem akadt számottevő ellenzékre. Ezen a téren felbecsülhetetlenül hasznos volt számára újságírói munkássága. A sajtót, a rádiót, a filmeket, az oktatást szigorúan ellenőrizték, hogy azt sugallják az olasz lakosságnak, hogy a fasizmus a 20. század legjelentősebb ideológiája, amely győzedelmeskedik a demokrácia, a liberalizmus és a bolsevizmus felett. Az oktatásügyben dolgozóknak fel kellett esküdniük a fasizmus építésére, védelmére. A sajtót teljesen a párt ellenőrzése alá vonták (1925): minden lapszerkesztőt a kormányzat nevezett ki, és a Fasiszta Nagytanács jóváhagyása nélkül senki sem lehetett újságíró.
Rengeteg pénzt öltek látványos közmunkákra és nemzetközi presztízst hozó eredményekbe (például a Rex nevezetű kékszalagos óceánjáró).

### Gazdaságpolitika
Mussolini negyedik nagy kompromisszumát a nagytőkével volt kénytelen megkötni. A fasiszta gazdasági elképzelések homlokterében a mezőgazdaság fejlesztése állt. Ezzel kettős célja volt Mussolininek: a falusiasítással növelni akarta a népszaporulatot, hogy „megfiatalítsa” és megerősítse az olasz nemzetet, illetve a gabona terén önellátást kívánt elérni. Talajjavító program indult meg, mocsarakat csapoltak le, új falvak jöttek létre. A gabona-autarkia majdnem meg is valósult, azonban ennek az volt az ára, hogy kevés figyelmet fordítottak az iparfejlesztésre, ráadásul a mezőgazdaság más ágazatai is sorvadni kezdtek a „gabonacsata” eredményeképpen. A nagytőkére nézve a kisgazdaságok pártolása csapást jelentett.
Ráadásul a nagyüzemek területén a fasizmus a húszas években a szindikalizmus politikáját képviselte, ennek érdekében a szakszervezetek függetlenségét felszámolták, azonban a kitűzött állami célok (például a líra megerősítésének kérdése, erős munkásvédelem) kivívták a tőkés csoportok ellenkezését. A Duce engedett: végül a szindikátusok és szép elveik jelentéktelenné váltak, a pártvezetésből pedig kiszorították képviselőiket.
A nagy gazdasági világválság a fejletlen olasz gazdaságot jóval kevésbé viselte meg, mint a modernebb nyugati országokét, azonban éreztette hatását. Nőtt a munkanélküliség, több vállalat csődbe ment, a külkereskedelmi mérleg felborult, ráadásul politikai töltetű tüntetések bontakoztak ki. Az állam már 1930-ban megkezdte a tűzoltást, ám végleges döntést csak 1932-ben hozott. A Duce úgy ítélte meg, hogy sem a liberális piacgazdaság, sem a bolsevik teljes államosítás nem vezet célra, így az erős állami irányítás alatt álló magángazdaság kialakítását tűzte ki célul. Megkezdődött a korporatív rendszer kiépítése. A cél az volt, hogy minden olaszt ilyen hivatásrendi rendszerekbe tömörítsenek. A korporációk hívei nagyon hasonlóan gondolkodtak a korábbi szindikalistákhoz, azaz önállóságot kívántak a szervezetek számára kivívni. Mussolininak ez nem volt megfelelő: az ellenzéket letörte, a korporációk élére pedig hatalmas apparátust nevezett ki, ami azonban alkalmatlan volt a gazdasági fejlődés folytatására, helyette mintegy vízfejként gátolta a dinamizmust. A gazdaság belső fejlődésének megrekedése vezetett ahhoz, hogy a Duce változtatott addigi külpolitikáján.

## Mussolini külpolitikája

### Az 1920-as évek

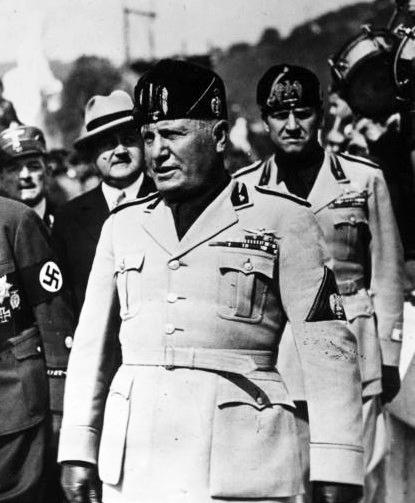
Mussolini Rómában

A fasiszta rendszer belső megszilárdulásához Mussolini igyekezett békés külpolitikát folytatni, ebben támaszra lelt a sokáig külügyeket irányító Dino Grandi személyében. A deklarált célokkal ellentétben nem állt a világháború vesztesei mellé, hanem a tradicionális szövetségest, Franciaországot támogatta. Ebben az időszakban különben is nagy presztízse volt a külföld szemében, hiszen úgy tekintettek rá, mint aki Olaszországot kiemelte az anarchiából. Nem véletlen hát, hogy 1925-ben Olaszországot kérték fel a locarnói egyezményben foglaltak – a francia–belga–német határ sérthetetlensége – egyik fő garantálójának.
Más volt a helyzet keletebbre. Mussolini 1923-ban elrendelte Korfu megszállását, miután Görögországban meggyilkolták a határkijelölő bizottság olasz tagját, Albániát pedig erőteljes olasz befolyás alá vonta mind katonai, mind gazdasági szempontból. 1928-ban olasz támogatással Amet Zogu addigi elnök vezetésével bábkirályság jött létre, amely mindhiába próbált elhatárolódni az egyre dominánsabbá váló olaszoktól.
Az olasz külpolitika eleinte tartott az Osztrák–Magyar Monarchia feléledésétől, ezért aztán jó viszonyt ápolt a kisantant államaival. A Szerb–Horvát–Szlovén Királysággal ambivalens kapcsolatai voltak, hiszen vele szemben régi területi igényeket tápláltak az olasz nacionalisták. A húszas években mindenesetre az együttműködést keresték, és 1924-ben kárpótlás ellenében meg is kapták a délszláv monarchiától Fiumét, ahol Mussolini megszüntette az ún. Fiumei Szabadállamot, amit korábban semleges övezetté nyilvánítottak, s ahol helyi olasz fasiszták hajtottak végre puccsot, miután az első választásokat elvesztették. A helyzet 1926-ban változott meg, amikorra már egyértelműen bebizonyosodott, hogy a Habsburg-restauráció feltételei sem Ausztriában, sem Magyarországon nem adottak. A Duce megkezdte Jugoszlávia bekerítését: együttműködött a magyarokkal, támogatta az osztrák jobboldalt, sőt igyekezett összebékíteni a görögöket, bolgárokat és törököket is. Olaszország gyámkodni kezdett a délszláv állam felbomlásán munkálkodó horvát terrorszervezet, az Usztasa felett is, kiképzőtáborokat és anyagi támogatást biztosítva számára.

### Nagyhatalmi célok – ellentétben a Nyugattal

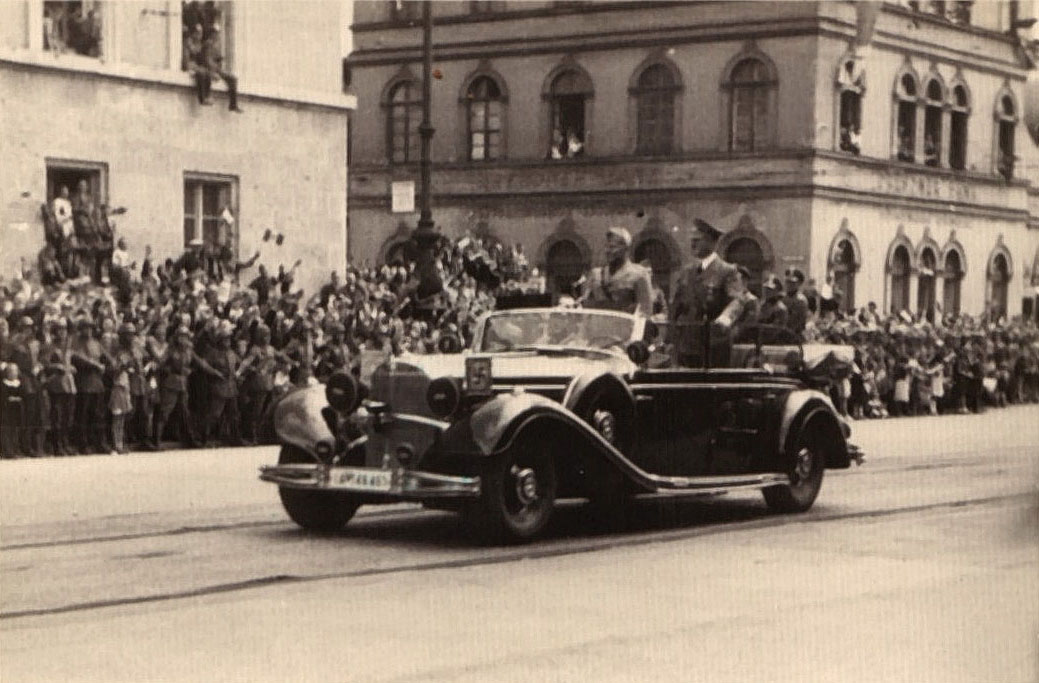
Mussolini és Hitler együtt Münchenben

A gazdasági világválságot követően a fasizmus mind kevesebb belső eredményt könyvelhetett el, így a Duce úgy döntött, hogy a külpolitikában próbál meg sikert elérni. Hódító célját deklarálta is az 1932-es Enciclopedia Italiana „fasizmus” szócikkében, amelyben a háborút éltető elemként határozta meg. A hatalomszerzésre mind kevesebb lehetősége nyílt a Duna-medence térségében, ahol az 1933-ban hatalomra kerülő nácik vezette Németország érvényesítette a befolyását a fasiszta Olaszország nagy felháborodására. 1934-ben jelentős szerepet játszott a Brenner-hágónál felvonultatott négy olasz hadosztály abban, hogy nem valósult meg az Anschluss, az osztrák–német egység.
Mussolini célkitűzése volt, hogy Olaszországot a Földközi-tenger medencéjének domináns hatalmává tegye. Ennek előképét a Római Birodalomban találta meg, amelyre propagandájában is gyakorta hivatkozott. A „mare nostrum” megszerzése érdekében a Duce hamarosan szakított kezdeti pacifista politikájával. Az Usztasa terroristái mind aktívabb tevékenységet fejtettek ki (1934-ben Marseille-ben meggyilkolták I. Sándor jugoszláv királyt), tetteiket azonban az olasz kormányzat elkendőzte, megvédte. Albánia felett mind fojtóbbá vált az olasz ellenőrzés, ami elől nem volt menekvés. Végül 1938-ban az olasz haderő ellenállás nélkül megszállta a kis balkáni országot, III. Viktor Emánuel pedig felvette az albán királyi címet is.
Olaszország Afrikában is erősíteni akarta pozícióit. Az egységes Líbiát 1934-ben hozták létre az Oszmán Birodalomtól 1911-12-ben megszerzett Tripolitánia és Kyrenaika egyesítésével. A gyarmat kormányzója, Italo Balbo sokat tett a terület fejlődéséért. A bár már az előző évtizedekben folyamatos volt az olaszok betelepülése Líbiába, de legnagyobb számban (kb. 40 000) épp a fasiszta időszakban érkeztek. A betelepítés szándéka is másmilyen célzatú volt: Mussolinit megelőzően olyan olaszok települtek be Líbiába, akik odahaza nem találtak munkát és nem kaptak földet (ez különösen jellemző volt a fejletlen Dél-Olaszországra és Szicíliára). Most viszont a Duce tudatosan olasz területté akarta formálni az észak-afrikai régiót, hogy ekként álljon még szilárdabban az olasz uralom jogi alapja. Líbiát 1939-ben Olaszország részének nyilvánítottak, a muszlim lakosság pedig korlátozott polgárjogot nyert. A tervek szerint 1960-ig 500 ezer főre növelték volna a líbiai olaszok számát, végül a további betelepítéseknek a második világháború kitörése vetett véget.
Régi törekvése volt az olasz gyarmati politikának Abesszínia (Etiópia) elfoglalása, amivel egyszer már kudarcot vallottak. A Duce úgy döntött, hogy orvosolja a régi sérelmet, ezért háborút indított Abesszínia ellen (1935–1936). A vártnál nagyobb nehézségek árán megnyert háború eredményeképpen III. Viktor Emánuel lett Abesszínia császára. Ezzel Mussolini brit érdekeket sértett, és a Népszövetség is ellene fordult (eleinte a nyugati hatalmak ugyan hajlandóak lettek volna átadni az olaszoknak a terület egy részét, azonban a közvélemény nyomására letettek erről). A kilátásba helyezett szankciók ekkor még meglehetősen csekély mértékűek voltak.
Mussolini még jobban elszigetelődött, amikor a spanyol polgárháborúban (1936–1939) Francisco Franco jobboldali erőit támogatta remélve, hogy Spanyolország felett gazdasági-politikai befolyást gyakorolhat majd. Seregei elfoglalták a Baleár-szigeteket és megpróbáltak jogot formálni rá, de ez a számításuk sem vált be. Franco ráadásul később mind a németekkel, mind az olaszokkal szemben megőrizte függetlenségét. Ezért aztán Mussolini új szövetségest volt kénytelen keresni, aki elismerte földközi-tengeri törekvéseit – és meg is találta a náci Németország személyében.

### A náci-fasiszta szövetség

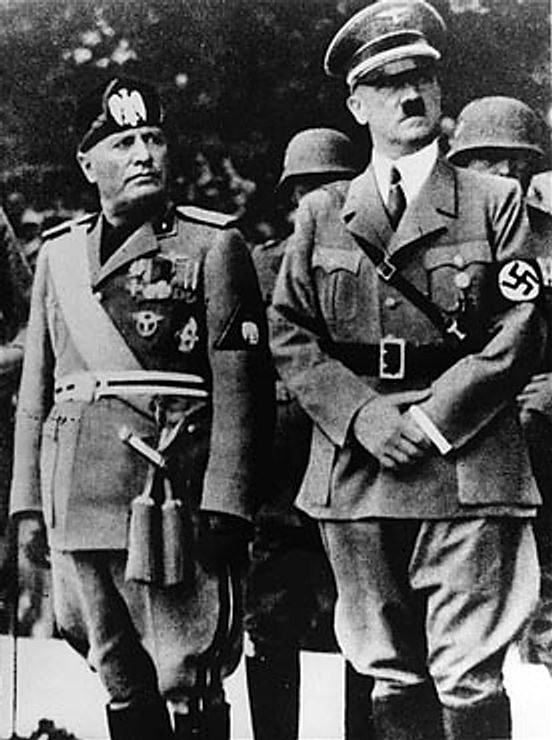
Mussolini Hitlerrel

Mussolini kezdetben ellenérzésekkel viseltetett az őt példaképének tartó Adolf Hitlerrel és mozgalmával szemben. A nácik mindvégig kiálltak az Anschluss terve mellett, ami olasz érdekeket sértett. Ausztria bekebelezése több szempontból is káros volt Olaszországra nézve: a fasiszta kormányzat igyekezett egyfajta dunai befolyási övezetet kialakítani, hogy ott is domináns szerepre tegyen szert. Emellett Engelbert Dollfuß osztrák kancellár, aki a Duce személyes jóbarátja volt, életét vesztette az első Anschluss-kísérlet idején (1934). Alto Adige (Dél-Tirol) tartományban jelentős volt az olaszországi német kisebbség, márpedig a hitleri külpolitika alapja volt a németlakta területek egyesítése egy hatalmas birodalomban.

Hitler és Mussolini

A harmincas évek eseményei, amelyek elszigetelték Olaszországot, az egyelőre szövetséges nélkül álló Németország felé orientálták a Duce külpolitikáját. 1936-ban Németország elismerte az Olasz Kelet-Afrikai Birodalom megalakulását, és egyre több tárgyalásra került sor a két fél között. Végül Mussolini 1936. október 24-én mondott beszédében bejelentette a Berlin-Róma tengely megalakulását. A németek hivatalos és nem hivatalos csatornákon (így Hans Frank és Hermann Göring segítségével is) az Anschluss szükségességéről győzködték Mussolinit, aki azonban nem volt hajlandó kötélnek állni. 1937 szeptemberében aztán Berlinbe utazott, ahol a rengeteg impozáns ceremónia mellett megállapodott Hitlerrel arról, hogy továbbra is közösen folytatják Franco támogatását. A német fél elismerte az olaszok elsőségét a Földközi-tenger térségében és Afrikában – cserében Mussolini lemondott Ausztriáról.
Hitler igényt tartott Csehszlovákiára is. A müncheni konferencián, 1938-ban a nagyhatalmak vezetői, Neville Chamberlain brit és Édouard Daladier francia miniszterelnök, illetve Hitler és Mussolini megállapodtak arról, hogy Csehszlovákiát felosztják. Franciaország és Nagy-Britannia feláldozta szövetségesét a béke látszatáért. 1939. szeptember 1-jén kitört a második világháború: Hitler hadüzenet nélkül megtámadta Lengyelországot.

### Második világháború, halála

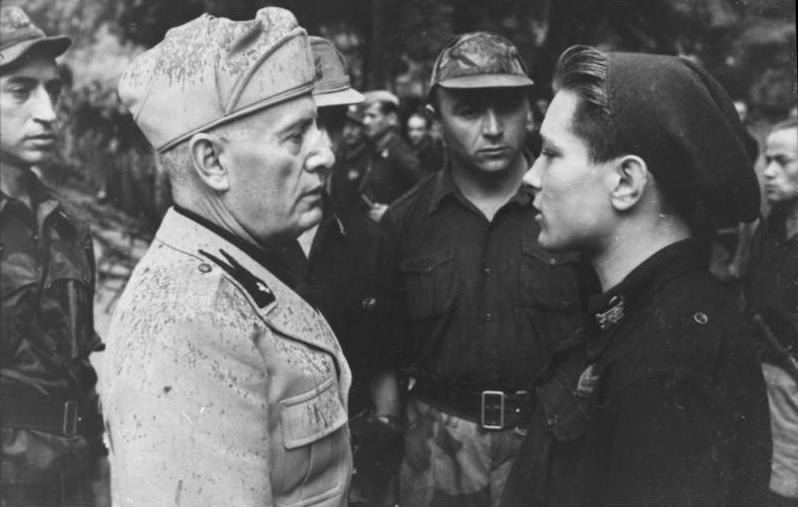
Mussolini a Salói Köztársaság katonáival 1944-ben

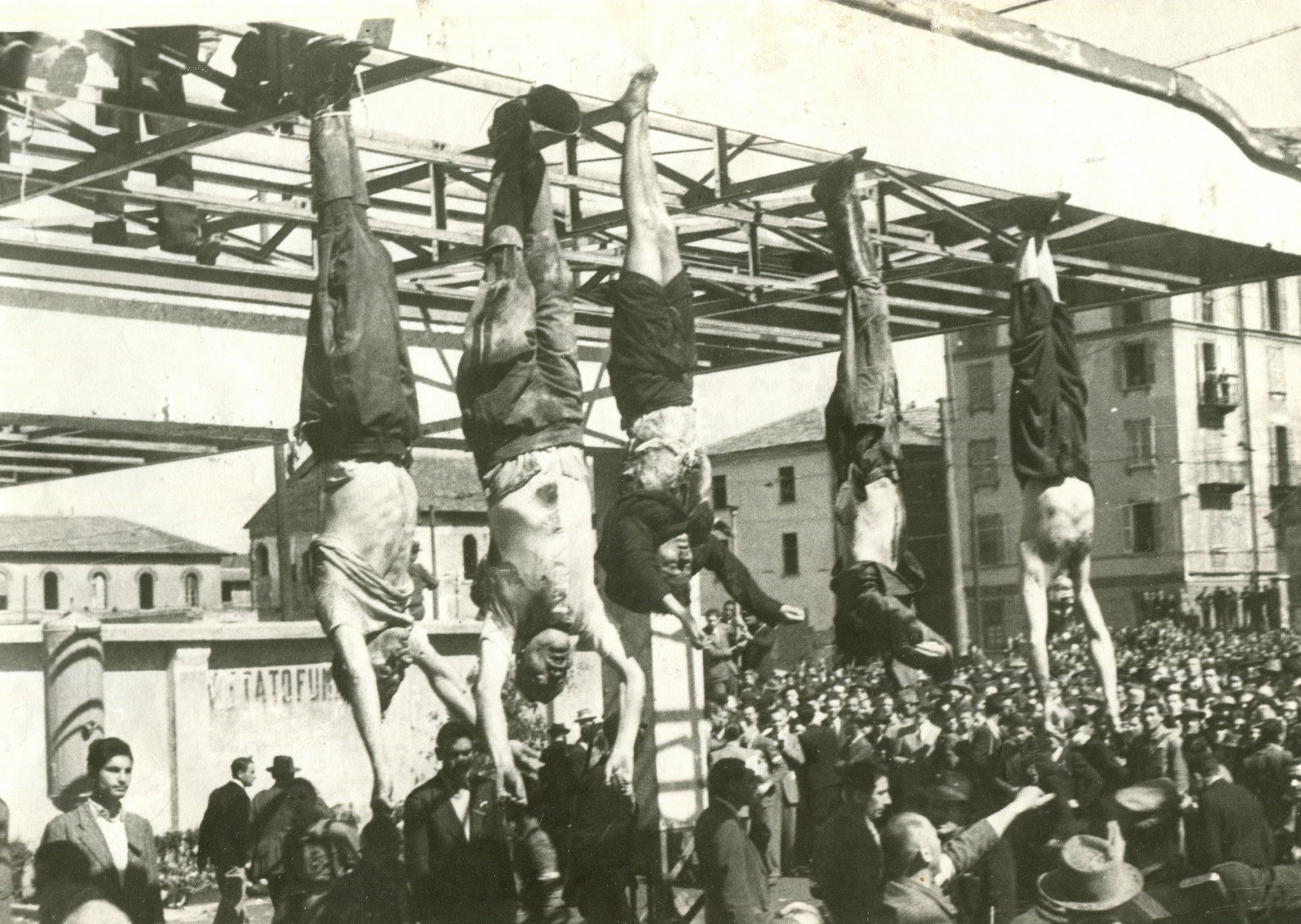
Mussolini (balról a második) és szeretője, Claretta Petacci (középen), valamint más fasiszták holtteste közszemlére téve Milánóban

Mussolini szeme előtt az Új Római Birodalom képe lebegett. Ez azt jelentette, hogy az olasz seregnek el kellett foglalnia Palesztina és Egyiptom területeit, valamint az egész Földközi-tenger felett át kell venniük az ellenőrzést. Olaszország 1940-ben a tengelyhatalmak gyors győzelmében bízva, Németország oldalán belépett a második világháborúba: október 28-án Albánia felől megtámadta Görögországot, amit azonban önerőből képtelennek bizonyult meghódítani. Az olasz fegyveres erők veresége után a Fasiszta Nagytanács parlamenti kisebbségbe szorult és a király 1943. július 24-i parancsára Mussolinit letartóztatták. Szeptember 12-én német ejtőernyősök kommandóakcióval kiszabadították, és Hitler a szárnyai alá vette. Észak-Itáliában létrehozta az Olasz Szociális ún. Salói Köztársaságot. A német–olasz erők észak-olaszországi végleges veresége után, 1945. április 25-én este megpróbált Milánóból észak felé elmenekülni, ám 27-én a partizánok a Comói-tó melletti Dongóban elfogták. Másnap szeretőjével, Claretta Petaccival együtt agyonlőtték, majd a milánói Piazzale Loreto téren, egy Esso-benzinkút tetőszerkezetén fejjel lefelé fölakasztva, az olaszok bosszújának tették ki őket. Testüket megcsonkították és meggyalázták.

## Művei magyarul
- Mussolini válogatott beszédei, 1922–1925; ford. Zichy Rafaelné Pallavicini Edina; Magyar Irodalmi Társaság, Bp., 1927 (A Napkelet könyvtára)
- Benito Mussolini gondolatai. Ezio M. Gray szemelvényei a Duce beszédeiből; előszó Bethlen István, ford. Miklós Elemér; Eligius, Bp., 1928
- Az új Olaszország munkásaihoz; előszó Giuseppe Bastianini, ford. Rökk István; Stádium, Bp., 1929
- Emil Ludwig: Mussolini vallomásai. Tizennyolc beszélgetés; ford. ifj. Ruttkay György; Athenaeum, Bp., 1932
- A fasizmus alapelvei; ford. Csobán Endre, előszó Ascanio Colonna; Bertók, Debrecen, 1934 (Monti könyvtár)
- Arnaldo Mussolini élete; ford., jegyz. Waermer Erzsébet; Franklin, Bp., 1935 (Olasz-magyar könyvtár)
- Négy beszéd a korporatív államról; Laboremus, Róma, 1935
- A fascismus doktrinája; Vallecchi, Firenze, 1935
- A korporatív államról; összeáll., ford. Nagy Iván, Marjay Frigyes; Arany János Ny., Bp., 1937
- A fascismus elmélete; Vallecchi, Firenze, 1940
- A korporációs államról; Vallecchi, Firenze, 1940
- "Parlo con Bruno" Brunoval beszélgetek; ford. Widmar Antonio; Centrum, Bp., 1942
- ...Győzelemig... A Duce 1942. dec. 3-án tartott beszéde; Franklin Ny., Bp., 1943
- Benito Mussolini Fasizmus doktrínája és egyéb világnézeti munkája. Gondolatok, A korporatív állam; Gede, Bp., 2000

## Szakirodalom
- Renzo de Felice: Benito Mussolini (I-VI.) alapmű, több új kiadás
- Ormos Mária: Mussolini. Politikai életrajz; Kossuth, Bp., 1987
- Lénárd Sándor: Római történetek (Magvető, 1969, 2010): mindennapi élet a háborús Rómában, a köznép viszonya Mussolinihez